# Les Narbonnais
Les Narbonnais (cat. Els Narbonesos) és una cançó de gesta francesa del cicle de Guillem. Es data de principis del segle xiii, vers 1210. Narra les aventures dels set fills d'Aymeri de Narbona, d'on el títol que els denomina com a "narbonesos".

## Transmissió
Es conserva en cinc manuscrits, però són tots manuscrits cíclics, és a dir, manuscrits que reuneixen, una rere l'altra, diverses cançons del cicle de Guillem, ordenades segons la cronologia genealògica dels protagonistes. No se'n conserva, per tant, el que seria la redacció original.
Se'n feu una adaptació en prosa en una llarga obra redactada entre 1454 i 1456 i que reuneix les prosificacions de moltes de les cançons de gesta del cicle, el Guillaume d'Orange en prose.
Andrea da Barberino en feu una versió italiana en prosa vers 1410, les Storie Nerbonesi.

## Argument
Aymerí de Narbona reuneix els seus set fills (Bernart, Beuves, Guillem, Hernaut, Garí, Aymer i Guibert) i anuncia que, com que no el pot partir, llegarà el seu feu al petit, Guibert, i anima els altres a marxar a conquerir els seus propis feus. N'envia quatre a la cort de Carlemany i altres a altres corts. Tots conquereixen els seus feus i són armats cavallers per Carlemany. Però Narbona ha quedat desguarnida i un dia l'ataquen els sarraïns. Guibert és fet presoner però és alliberat pel seu pare, i marxa a demanar ajuda al rei. Pel camí s'assabenta de la mort de Carlemany, però aconsegueix l'ajuda de Lluís que, junt amb els altres sis fills i els seus exèrcits, derroten els sarraïns.